# Liste der Bodendenkmäler in Estenfeld
Auf dieser Seite sind die Bodendenkmäler in der unterfränkischen Gemeinde Estenfeld zusammengestellt. Diese Tabelle ist eine Teilliste der Liste der Bodendenkmäler in Bayern. Grundlage ist die Bayerische Denkmalliste, die auf Basis des Bayerischen Denkmalschutzgesetzes vom 1. Oktober 1973 erstmals erstellt wurde und seither durch das Bayerische Landesamt für Denkmalpflege geführt wird. Die folgenden Angaben ersetzen nicht die rechtsverbindliche Auskunft der Denkmalschutzbehörde.

## Bodendenkmäler in Estenfeld
| Lage       | Objekt                                                                                    | Akten-Nr.     | Bild |
| ---------- | ----------------------------------------------------------------------------------------- | ------------- | ---- |
| (Standort) | Siedlung der Linearbandkeramik, der Hallstattzeit und der jüngeren Latènezeit.            | D-6-6125-0080 |      |
| (Standort) | Siedlung der Linearbandkeramik.                                                           | D-6-6125-0113 |      |
| (Standort) | Siedlung der Linearbandkeramik, des Mittelneolithikums und der jüngeren Latènezeit.       | D-6-6126-0006 |      |
| (Standort) | Siedlung der Linearbandkeramik, des Mittelneolithikums, der Späthallstattzeit             | D-6-6126-0007 |      |
| (Standort) | Siedlung der Linearbandkeramik, des Mittelneolithikums und der Hallstattzeit              | D-6-6126-0024 |      |
| (Standort) | Siedlung der Linearbandkeramik und des Mittelneolithikums                                 | D-6-6126-0025 |      |
| (Standort) | Siedlung der Linearbandkeramik und des Mittelneolithikums.                                | D-6-6126-0027 |      |
| (Standort) | Siedlung des Alt- und Mittelneolithikums, der späten Hallstatt- und der frühen Latènezeit | D-6-6126-0029 |      |
| (Standort) | Siedlung der Hallstattzeit.                                                               | D-6-6126-0031 |      |
| (Standort) | Grabhügel der späten Bronzezeit sowie Siedlung der Linearbandkeramik                      | D-6-6126-0032 |      |
| (Standort) | Grabhügel der Hallstattzeit.                                                              | D-6-6126-0033 |      |
| (Standort) | Siedlung des Neolithikums, der Urnenfelderzeit und der Latènezeit.                        | D-6-6126-0036 |      |
| (Standort) | Siedlung der Linearbandkeramik und des Mittelneolithikums.                                | D-6-6126-0037 |      |
| (Standort) | Siedlung der Linearbandkeramik.                                                           | D-6-6126-0165 |      |
| (Standort) | Siedlung vor- und frühgeschichtlicher Zeitstellung.                                       | D-6-6126-0166 |      |
| (Standort) | Siedlung des Mittelneolithikums.                                                          | D-6-6126-0168 |      |
| (Standort) | Siedlung der Linearbandkeramik, des Mittelneolithikums, des Spätneolithikums              | D-6-6126-0194 |      |
| (Standort) | Siedlung der Hallstattzeit.                                                               | D-6-6126-0196 |      |
| (Standort) | Wüstung des späten Mittelalters.                                                          | D-6-6126-0207 |      |
| (Standort) | Archäologische Befunde                                                                    | D-6-6126-0247 |      |
| (Standort) | Archäologische Befunde                                                                    | D-6-6126-0248 |      |
| (Standort) | Untertägige Bauteile der mittelalterlichen Burg in Estenfeld.                             | D-6-6126-0249 |      |
| (Standort) | Archäologische Befunde der frühen und späten Neuzeit im Bereich der ehem. Synagoge        | D-6-6126-0251 |      |
| (Standort) | Archäologische Befunde im Bereich der frühneuzeitlichen Kath. Kuratiekirche St. Georg     | D-6-6126-0253 |      |
| (Standort) | Siedlung der Hallstattzeit.                                                               | D-6-6126-0254 |      |
| (Standort) | Siedlung des Neolithikums. Regierungsbezirk Unterfranken                                  | D-6-6126-0255 |      |
| (Standort) | Siedlung des Neolithikums.                                                                | D-6-6126-0283 |      |